# Легионеры (фильм)
«Легионеры», также известный как «Иди вперёд или умри» (англ. March or Die) — британская военная драма 1977 года, снятая Диком Ричардсом. В главных ролях: Джин Хэкман, Теренс Хилл, Катрин Денёв, Макс фон Зюдов и Йэн Холм.
Фильм прославляет Французский Иностранный легион 1920-х годов. Майор иностранного легиона Фостер (Хэкмен), утомленный войной американец, которого преследуют воспоминания о недавно закончившейся Первой мировой войне, получает приказ защищать группу археологов на раскопках в Эрфуде в Марокко от революционеров-бедуинов во главе с аль-Кримом (прототип реально существовавшего Абд аль-Крима).
Песня «Plaisir d’amour», мелодия о потерянной любви и сожалении, неоднократно звучит в фильме и служит главной музыкальной темой фильма.

## Сюжет
После окончания Первой мировой войны отряд французского Иностранного легиона возвращается в Париж под командованием майора Уильяма Фостера (Джин Хэкман). Его мучают мрачные мысли о боевых потерях – под его командованием служило 8 тысяч человек, из них вернулось только 200. Прямо на вокзале проводится пополнение легиона из числа пленных немцев и преступников.
В Париже Фостер получает приказ отправиться в Эр-Риф, чтобы восстановить французскую власть, поскольку племена бедуинов и берберов восстали против французского правления и там похищены два археолога. Фостеру также приказано сопровождать группу археологов из Лувра, которые обнаруживают древний город недалеко от Эрфуда, занесённый песчаной бурей 3000 лет назад. Это место погребения берберской Жанны д`Арк – святой, прозванной «Ангелом пустыни». Фостер выбран на это задание, потому что он единственный офицер, 12 лет прослуживший в Марокко еще до войны, и он был знаком с аль-Кримом, пообещав ему тогда, что раскопки больше не возобновятся.
Отряд Фостера собран. Среди тех, кто добровольно, добровольно или невольно, находится в нём – «Цыган» Марко Сегрейн (Теренс Хилл), очаровательный вор, промышлявший 3 года кражей драгоценных камней на Ривьере, пока французская полиция не смогла его задержать. Цыган сдруживается с тремя другими новобранцами: русским гигантом Иваном (Джек О'Халлоран), бывшим членом элитного отряда телохранителей свергнутой русской императорской семьи; «Цилиндром» Француа Жильбером (Андре Пенверн), модником и музыкантом, которому не хватает физических навыков, необходимых солдату; и Фредриком Гастингсом (Пол Шерман), романтичным английским юношей-аристократом, который пропустил Великую войну.
Вскоре четверо друзей разочаровались в суровых реалиях жизни в Легионе. Во время поездки в Марокко разгорелась роковая драка из-за оскорбление чести майора Фостера, которому сержант Триан преданно служит за то, что майор спас его от казни. Фостер без колебаний сурово наказывает своих людей, особенно Марко, который часто не подчиняется приказам, хотя и заботится о своих товарищах легионерах. Во время путешествия Марко очаровывает мадам Пикар (Катрин Денёв), дочь похищенного археолога.
После высадки в Марокко и путешествия в крепость Легиона, аль-Крим (Йэн Холм) и его люди останавливают поезд с легионерами и командой археологов. Аль-Крим приветствует своего старого друга Фостера, но также заявляет, что он полон решимости объединить берберские племена, чтобы выгнать французов из Марокко. Аль-Крим передает Фостеру «подарок» для премьер-министра Франции: двух ослепленных с вырезанными языками археологов. Он предупреждает Фостера не продолжать раскопки.
Ежедневные изнуряющие тренировки в пустыне настолько суровы, что заставляют Франсуа совершить самоубийство. Позже, на месте раскопок, Гастингса похищают во время несения им первой караульной службы. Фостер отправляется к аль-Криму, и находит замученного до смерти Гастингса одним из людей аль-Крима, которого тот оправдывает в его действиях тем, что он «не удержался. Марко убивает палача. Вместо того, чтобы одёрнуть его, Фостер говорит аль-Криму, повторяя его же слова: «один из моих людей не удержался».
В конце концов, гробница «Ангела пустыни» найдена, и ее золотой саркофаг раскопан. Фостер передаёт его аль-Криму в знак примирения, но аль-Крим, для которого этот саркофаг является лишь поводом для объединения племен, поднимает воинов в атаку на лагерь. Из-за того, что легионеров сильно превосходят в численности, место для раскопок в конечном итоге заполняется волнами атакующими, и бой переходит в рукопашную. Иван убит, но Марко сражается, в одиночку сдерживая атаку с фланга. Когда Фостер погибает, аль-Крим немедленно прекращает бой, отправляя выживших легионеров «рассказать миру о случившемся» и из уважения к своему погибшему другу.
Есть два варианта концовки: телевизионная версия заканчивается тем, что Марко принимает предложение мадам Пикар покинуть страну. Театральный финал показывает, что Марко (после того, как его повысили за героизм в бою) остался в строю и муштрует новобранцев, приветствуя их, повторяя предупреждение Фостера: «Некоторые из вас захотят уволиться. Другие попытаются сбежать. Ни одному человеку при мне ещё это не удавалось. Если вас не добьёт пустыня, это сделают арабы. Если вас не добьют арабы, это сделает Легион.  Если Легион не добьёт вас, это сделаю я. И я не знаю, что хуже».

### Дополнительные сцены
В телевизионной версии было несколько сцен, которые не были включены ни в театральную, ни в видео / DVD-версии фильма. Одна ключевая дополнительная сцена происходит, во время раскопок, — обнаруживается, что двое легионеров, оба новобранцы из Германии, дезертировали. Заместитель командира роты — садист, лейтенант Фонтейн и его столь же порочный напарник капрал берут патруль, чтобы захватить их. Они догоняют немцев, и Фонтейн приказывает патрулю застрелить их. Шум привлекает большую группу бедуинов, и, игнорируя предупреждения от своих людей, Фонтейн приказывает своим людям открыть по ним огонь, разжигая битву. Капрал убивает, а Фонтейн от страха ломается и застреливается. Марко демонстрирует смелость и природный талант к лидерству, объединяя выживших в патруле и успешно отбивая атаку бедуинов. В видео релизе эта сцена была опущена, но короткие кадры с Фонтейном и капралом были взяты из этой сцены и отредактированы в съёмках битвы на месте раскопок, так что кажется, что они погибли там.

## В ролях
- Джин Хэкмен —  майор Уильям Шерман Фостер
- Теренс Хилл — Марко Сегрейн
- Катрин Денёв — Симон Пикар
- Макс фон Сюдов — Франсуа Марно
- Йэн Хольм — аль-Крим
- Джек О’Халлоран — Иван
- Руфус — сержант Триан
- Марсель Бозуффи — лейтенант Фонтейн
- Лилиан Ровер — Лола
- Андре Пенверн — «цилиндр»
- Пол Шерман — Фред Гастингс
- Вернон Добчефф — старший капрал
- Марне Мейтланд — Леон
- Жижи Боно — Андре
- Вольф Калер — первый немец
- Маттиас Хелл — второй немец
- Жан Чемпион — министр
- Уолтер Готелл — полковник Ламон
- Пол Антрим — Моллард
- Катрин Вилмер — маленькая леди
- Арнольд Диамонд — муж
- Морис Арден — Пьер Лаху
- Альберт Вудс — Генри Делакорте
- Элизабет Мортенсен — французская девушка
- Франсуа Валорбе — сыщик
- Виленна — жандарм
- Эрнес Миско — помощник в кабинете министра
- Гай Деги — капитан корабля
- Жан Ружен — первый легионер (на вокзале)
- Гай Марисс — второй легионер (на вокзале)
- Иви Бреннер — поющая девушка
- Гай Марли — поющий легионер
- Маргарет Модлин — леди в чёрном

## Съёмки
Дик Ричардс интересовался французским Иностранным Легионом с тех пор как узнал, что друг его дяди служил в Легионе.
Большая часть финансирования была предоставлена английской медиа-компанией Lew Grade's ITC Company на волне популярности Теренса Хилла. Это был второй фильм Хилла, нацеленный на американский рынок
Съёмки фильма начались 23 августа 1976 года и проходили преимущественно в Испании.
Джин Хэкмен получил ранение во время съёмок после того, как его сбросила лошадь. Это привело к приостановке съёмок.
Columbia Pictures согласилась быть дистрибьютером в США только потому, что они хотели быть дистрибьютером «Орёл приземлился».

## Приём
По словам Лью Грэйда, фильм «превысил бюджет, когда с Джином Хэкманом произошёл несчастный случай, и из-за этого потерял деньги».

## Факты
- Сходным образом (March ör Die) именовался альбом 1992 года британской рок-группы «Motörhead».